# Rasquí
Cayo Rasquí o simplemente Rasquí es el nombre de un cayo del Mar Caribe de 2,21 hectáreas (0,022 km²) que está protegido por ser parte del parque nacional Archipiélago de Los Roques, al norte de Venezuela, que administrativamente forma parte de las Dependencias Federales de Venezuela como uno de los cayos del Archipiélago de Los Roques. Su nombre se deriva como muchos islotes del archipiélago de la cartografía holandesa o inglesa; siendo Quí una corrupción del término inglés Key.
Rasquí tiene 223 metros en su punto más largo, un perímetro de 716,6 metros y se localiza en la parte noreste del Archipiélago a solo 176 metros al sur de  los muchos más conocidos cayos Francisquí, y a 1591 metros al este de la isla más poblada Gran Roque, parte de las Antillas Menores y de América del Sur. No posee pista de aterrizaje, esta cubierta parcialmente de vegetación y se encuentra prácticamente deshabitada, con la excepción de una pequeña posada. 
Se han formulado planes para un llamado Hotel Boutique que se presenta como Ecológico y de naturaleza conservacionista que poseería una planta eléctrica y una planta desalinizadora. Su principal atractivo son sus playas de arena blanca coralina (las 2 principales tienen más de 90 metros de largo, playa Angosta y Playa Rasqui), la piscina natural, los manglares y arrecifes coralinos y las aguas con azules de varias tonalidades.
Su Vegetación está compuesta de manglares, hierba, herbazales y praderas marinas. Políticamente es gobernada como parte del Territorio Insular Francisco de Miranda (desde 2011, hasta ese año formaba parte de la Autoridad Única de Área de Los Roques) que es una subdivisión de las Dependencias Federales venezolanas.
Desde 1972 forma parte del Parque nacional Los Roques y esta clasificada como territorio del área recreativa o zona de recreación del sitio, donde se permiten más visitantes, acampar y práctica de deportes acuáticos.

## Véase también

Ubicación de la Isla de Rasquí en Los Roques, Venezuela